# Forêt de varzea
Pour les articles homonymes, voir Várzea.

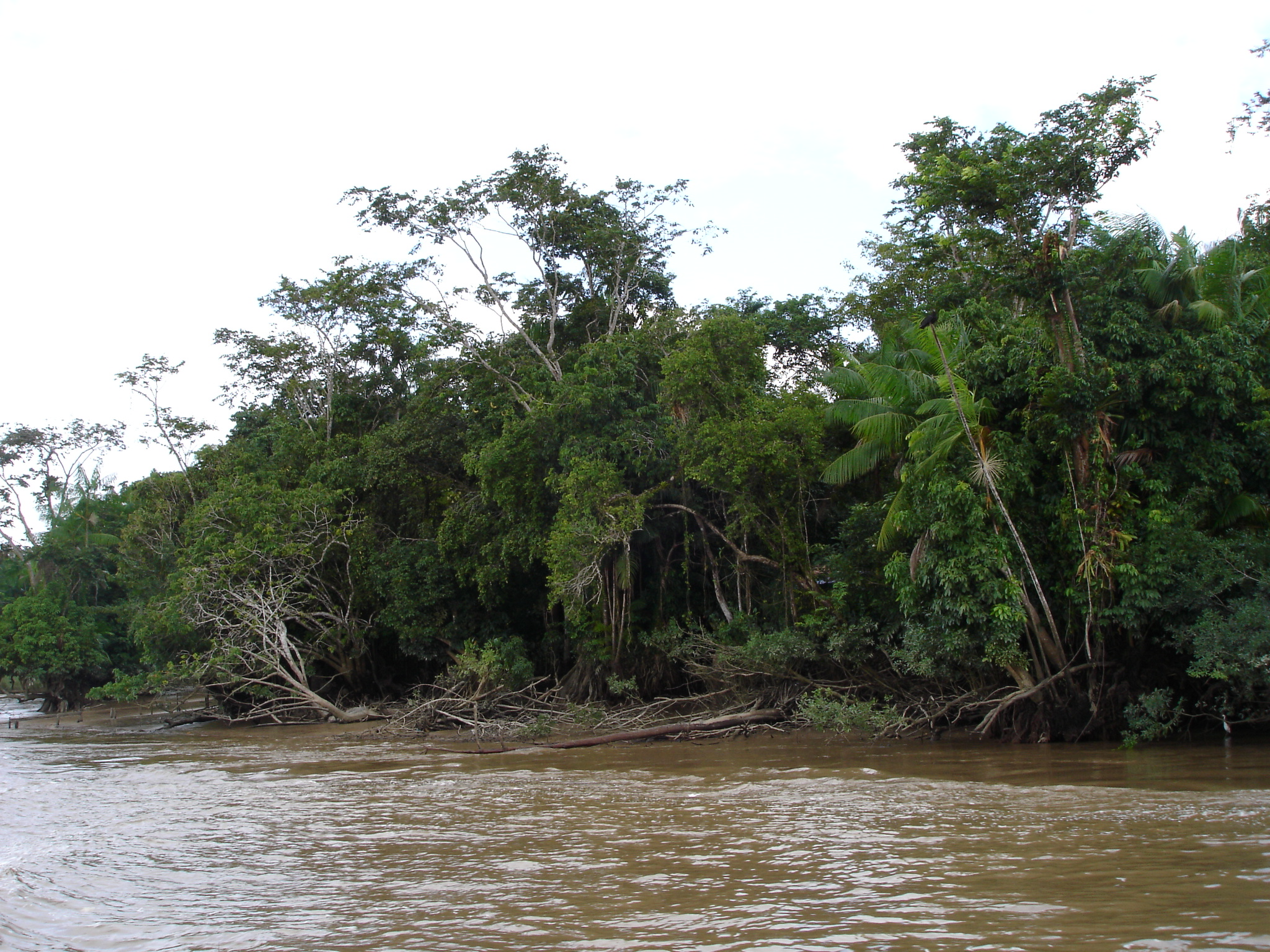
Forêt de varzea sur les bords de l'Amazone.

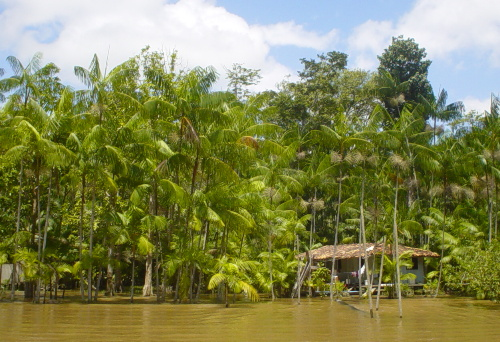
Forêt de varzea à açaí (Euterpe oleracea).

La forêt de varzea ou varzea (du portugais várzea qui signifie plaine alluviale inondable) est la forêt amazonienne qui est inondée de façon saisonnière en période de crue. En période de basses eaux, lors de l'étiage, cette zone est découverte à l'exception des igapos (mares permanentes). Ce sont des zones fertiles en raison des alluvions qui y sont régulièrement déposés et souvent mises en culture.
Les gens qui y résident, appelés les Caboclos, habitent des maisons sur pilotis (des marumbas). Ils sont principalement pêcheurs en "hiver" (période de crue) et agriculteurs éleveurs en été. La hauteur et la durée des crues varient selon la situation plus ou moins en amont des fleuves du bassin amazonien. Ainsi, au niveau de l'embouchure de l'Amazone, dans la région de Bélem, la différence maximale de hauteur des eaux ne dépasse pas le mètre. À Manaus, les pilotis peuvent atteindre une quinzaine de mètres et la période de crue dure entre trois et quatre mois. À Iquitos, au Pérou, les hauteurs de crues sont telles que les habitations sont flottantes, posées sur d'énormes rondins (mais corrélativement la durée de la crue est moindre). 
Les espèces présentes appartiennent aux genres Alchornea, Ceiba, Manilkara, Ochroma, Parkia et Tessaria.